# 버지니아 캐벌리 FC
버지니아 캐벌리 FC(Virginia Cavalry FC)는 2016년 북미 사커 리그에 참가할 예정있었으나 결국에는 리그가입 포기를 포기했다.